# Julia McMordie
Julia McMordie CBE (* 30. März 1860 als Julia Gray in Hartlepool, County Durham; † 12. April 1942 in King’s Cliff, Northamptonshire) war eine britische Politikerin (Ulster Unionist Party) und Philanthropin, die hauptsächlich in Belfast wirkte und deren Wirken eng mit dem nordirischen Unionismus verbunden war.

## Leben
Julia Gray wurde im März 1860 in Hartlepool als fünfte Tochter des Schiffbauunternehmers William Gray (1823–1898) und seiner Ehefrau Dorothy († 1906) geboren. Von Kindheit an war sie Mitglied der presbyterianischen Kirche. Teile ihrer Schulbildung absolvierte sie in Chislehurst, Kent. 1886 heiratete sie den Belfaster Anwalt Robert James McMordie (1849–1914), mit dem sie nach Nordirland zog. In den nächsten zwei Jahren wurde das Ehepaar Eltern zweier Kinder. Während sich ihr Ehemann als prominenter Bürger Belfasts positionierte, wurde McMordie bald philanthropisch tätig und unterstützte diverse Organisationen, darunter viele Krankenhäuser und kirchliche Wohltätigkeitsorganisationen wie die Young Women’s Christian Association. Ihr Ehemann ging derweil in die Politik, vertrat Belfast im House of Commons und diente von 1910 bis zu seinem Tod 1914 als Lord Mayor of Belfast, also als Bürgermeister der Stadt. Nach dem Tod ihres Ehemanns setzte McMordie zunächst ihr philanthropisches Engagement fort und stand unter anderem während des Ersten Weltkriegs einem Voluntary Aid Detachment vor.
Bereits in den letzten Lebensjahren ihres Ehemannes hatte sich McMordie selbst immer mehr politisch engagiert. 1911 wurde sie in den Vorstand des Ulster Women’s Unionist Council gewählt und im gleichen Jahr zur stellvertretenden Vorsitzenden bestimmt; 1919 stieg sie zur Vize-Präsidentin auf, ein Amt, das sie für den Rest ihres Lebens behielt. Nach dem Tod ihres Ehemannes wurde dieses politische Engagement immer intensiver. Eine erste Kandidatur für den Stadtrat von Belfast, das Belfast City Council, war 1916 noch gescheitert, doch 1918 wurde sie bei einer erneuten Kandidatur gewählt und zog somit als erste Frau in den Belfaster Stadtrat ein. Ab 1920 hielt sie dort die gehobene Stellung eines alderman für den Ward Pottinger. 1921 wurde sie parallel für die Ulster Unionist Party im Wahlkreis von South Belfast in das Parliament of Northern Ireland gewählt; neben Dehra Chichester war sie damit die einzige Abgeordnete in der ersten Legislaturperiode von Nordirlands neuem Parlament. Dort machte sie sich über die nächsten vier Jahre für die Belange von Frauen und Kindern stark, unter anderem im Bildungsbereich. Auch forderte sie mehr Sanatorien für an Tuberkulose erkrankte Kinder. Zugleich setzte sie sich für die Einstellung von mehr Polizistinnen ein. Sie argumentierte dabei, dass Frauen in vielen Situationen bessere Ansprachpartnerinnen seien als Männer, gerade für Kinder.
1925 trat McMordie bei der nächsten nordirischen Parlamentswahl nicht mehr zur Wiederwahl an und schied damit nach einer Legislaturperiode aus; ihren Sitz im Stadtrat von Belfast behielt sie aber zunächst noch. Ihren Rückzug aus dem nordirischen Parlament erklärte sie damit, dass sie sich mehr der karitativen und ehrenamtlichen in Wohltätigkeitsorganisationen und Stiftungen widmen wolle. In diesen Jahren unterstützte sie unter anderem die Pfadfinderbewegung und die Studierendenvertretung der Queen’s University Belfast. 1928 wurde sie für ein Jahr auf den zeremoniellen Posten des High Sheriff of Belfast gewählt. Auch war sie Friedensrichterin von Belfast. 1930 trat sie aus Protest über eine Bildungsreform aus dem Stadtrat von Belfast zurück. Fünf Jahre später verließ sie Nordirland und zog nach Budleigh Salterton ins englische Devon, um räumlich näher bei ihrer Familie zu sein. Sie starb 82-jährig im Frühling 1942 in King’s Cliff, Northamptonshire.

## Ehrungen
- 1918: Ernennung zum Member des Order of the British Empire (MBE)[4]
- 1918: Lady of Grace des Order of Saint John[1][5]
- 1919: Ernennung zum Commander des Order of the British Empire (CBE)[1]
- 1928: Ernennung zum High Sheriff of Belfast[1]
- 1936: Ehrendoktorin der Queen’s University Belfast[1]